# Hailuoto
Hailuoto és una illa i un municipi de la província d'Oulu a Finlàndia. El 2007 tenia 1.000 habitants i la seva superfície era de 196,56 km² dels quals 5,26 km² era aigua. La seva densitat era de 5,0 d'habitants per km² el desembre de 2004.